# Gooische Beetwortelsuiker-fabriek
De NV Gooische Beetwortelsuiker-fabriek was een suikerfabriek in Naarden. De fabriek was actief van 1872 tot 1902.
Op 29 oktober 1871 werd de NV Gooische Beetwortelsuiker-fabriek opgericht. De oprichters waren Johannes Petrus Dudok van Heel (1831-1900) en zijn neef Henry Kuhn (1840-1912). Beide heren waren kleinzonen van J.P. van Rossum (1778-1856). Duduk van Heel werd directeur, hij was technisch opgeleid en had stage gelopen bij de Fabriek voor Stoom- en andere Werktuigen Paul van Vlissingen & Dudok van Heel van Paul van Vlissingen.
In februari 1872 startte de bouw van de fabriek, een investering van bijna 65.000 gulden. De suikerfabriek was niet groot maar wel modern. Het maakte als eerste in Nederland gebruik van diffusiebatterijen, terwijl persbatterijen gangbaar waren. De bouw ging snel en in oktober werden de eerste beetwortels al gelost.
In de directe omgeving werden geen suikerbieten geteeld, ze werden per boot aangevoerd vanuit de Betuwe, de IJsselstreek en uit de Haarlemmermeerpolder. Later ook uit Friesland. Het was seizoensarbeid, in februari waren alle beetwortels verwerkt en werd de fabriek gesloten tot de volgende oogst. Ruim 100 arbeiders verloren hun werk.
In 1900 overleed Dudok van Heel en zijn zoon volgde hem op als directeur van de fabriek. Door de afschaffing van subsidies werd het voortbestaan van de fabriek bedreigd. Voor de aanvoer van bieten lag het ook ongunstig en in 1902 sloot de fabriek de poort. De voormalige directeuren, Joannes Petrus Dudok van Heel jr. en Hendrik Willem Kuhn, hadden hun toekomst al veilig gesteld. In 1889 hadden ze de firma Kuhn & Co opgericht die zich richtte op de veredeling van beetwortelzaad.
In 1905 werd de Chemische Fabriek Naarden (CFN) opgericht en kwam op het terrein van de voormalige suikerfabriek.